# Großer Preis von Frankreich 1990
Der Große Preis von Frankreich 1990 (offiziell Rhône-Poulenc Grand Prix de France) fand am 8. Juli auf dem Circuit Paul Ricard in Le Castellet statt und war das siebte Rennen der Formel-1-Weltmeisterschaft 1990.

## Berichte

### Hintergrund
In der Teilnehmerliste gab es keine Veränderungen im Vergleich zum Großen Preis von Mexiko zwei Wochen zuvor.
Mit Alain Prost (viermal), Nigel Mansell (zweimal) und Nelson Piquet (einmal) traten drei ehemalige Sieger zu diesem Grand Prix an.

### Training
Mit Mansell sicherte sich erstmals in der laufenden Saison nicht einer der beiden McLaren-Piloten Gerhard Berger und Ayrton Senna die Pole-Position. Diese folgten auf den Plätzen zwei und drei vor Mansells Ferrari-Teamkollegen Prost. Alessandro Nannini und Riccardo Patrese bildeten die dritte Startreihe vor Ivan Capelli, Thierry Boutsen und Piquet.

### Rennen
In der ersten Kurve übernahm Berger die Führung vor Mansell. Senna stellte in der zweiten Runde eine McLaren-Doppelführung her.
Als nach rund 30 Runden zahlreiche Piloten einen Boxenstopp einlegten, gelangten die beiden Leyton House-Piloten Capelli und Maurício Gugelmin, die das Rennen ohne Reifenwechsel absolvierten, an die Spitze des Feldes. Diese Doppelführung blieb zur Überraschung der Fachwelt für etwa 20 Runden bestehen, obwohl die Verfolger Vorteile durch ihre frischen Reifen hatten. Erst in der 54. Runde ging Prost zunächst an Gugelmin vorbei, der kurz darauf wegen eines Motorschadens aufgeben musste. Der amtierende Weltmeister holte zwar rasch auf den führenden Capelli auf, fand jedoch erst drei Runden vor dem Ende des Rennens eine Gelegenheit, an ihm vorbeizuziehen. Dritter wurde Senna. Piquet erreichte den vierten Platz vor Berger und Patrese. Andrea De Cesaris, eigentlich als 14. ins Ziel gekommen, wurde nach dem Rennen wegen eines untergewichtigen Fahrzeugs disqualifiziert.
Die Scuderia Ferrari feierte den 100. Grand-Prix-Sieg der Teamgeschichte.

## Meldeliste
| Team                        | Nr. | Fahrer             | Chassis            | Motor                     | Reifen |
| --------------------------- | --- | ------------------ | ------------------ | ------------------------- | ------ |
| Scuderia Ferrari SpA        | 01  | Alain Prost        | Ferrari 641        | Ferrari 036 3.5 V12       | G      |
| Scuderia Ferrari SpA        | 02  | Nigel Mansell      | Ferrari 641        | Ferrari 036 3.5 V12       | G      |
| Tyrrell Racing Organisation | 03  | Satoru Nakajima    | Tyrrell 019        | Ford Cosworth DFR 3.5 V8  | P      |
| Tyrrell Racing Organisation | 04  | Jean Alesi         | Tyrrell 019        | Ford Cosworth DFR 3.5 V8  | P      |
| Canon Williams Team         | 05  | Thierry Boutsen    | Williams FW13B     | Renault RS2 3.5 V10       | G      |
| Canon Williams Team         | 06  | Riccardo Patrese   | Williams FW13B     | Renault RS2 3.5 V10       | G      |
| Motor Racing Developments   | 07  | David Brabham      | Brabham BT59       | Judd EV 3.5 V8            | P      |
| Motor Racing Developments   | 08  | Stefano Modena     | Brabham BT59       | Judd EV 3.5 V8            | P      |
| Footwork Arrows Racing      | 09  | Michele Alboreto   | Arrows A11B        | Ford Cosworth DFR 3.5 V8  | G      |
| Footwork Arrows Racing      | 10  | Alex Caffi         | Arrows A11B        | Ford Cosworth DFR 3.5 V8  | G      |
| Camel Team Lotus            | 11  | Derek Warwick      | Lotus 102          | Lamborghini 3512 3.5 V12  | G      |
| Camel Team Lotus            | 12  | Martin Donnelly    | Lotus 102          | Lamborghini 3512 3.5 V12  | G      |
| Fondmetal Osella            | 14  | Olivier Grouillard | Osella FA1ME       | Ford Cosworth DFR 3.5 V8  | P      |
| Leyton House Racing         | 15  | Maurício Gugelmin  | Leyton House CG901 | Judd EV 3.5 V8            | G      |
| Leyton House Racing         | 16  | Ivan Capelli       | Leyton House CG901 | Judd EV 3.5 V8            | G      |
| AGS Racing                  | 17  | Gabriele Tarquini  | AGS JH25           | Ford Cosworth DFR 3.5 V8  | G      |
| AGS Racing                  | 18  | Yannick Dalmas     | AGS JH25           | Ford Cosworth DFR 3.5 V8  | G      |
| Benetton Formula Ltd        | 19  | Alessandro Nannini | Benetton B190      | Ford Cosworth HBA4 3.5 V8 | G      |
| Benetton Formula Ltd        | 20  | Nelson Piquet      | Benetton B190      | Ford Cosworth HBA4 3.5 V8 | G      |
| BMS Scuderia Italia         | 21  | Emanuele Pirro     | Dallara 190        | Ford Cosworth DFR 3.5 V8  | P      |
| BMS Scuderia Italia         | 22  | Andrea de Cesaris  | Dallara 190        | Ford Cosworth DFR 3.5 V8  | P      |
| SCM Minardi Team            | 23  | Pierluigi Martini  | Minardi M190       | Ford Cosworth DFR 3.5 V8  | P      |
| SCM Minardi Team            | 24  | Paolo Barilla      | Minardi M190       | Ford Cosworth DFR 3.5 V8  | P      |
| Ligier Gitanes              | 25  | Nicola Larini      | Ligier JS33B       | Ford Cosworth DFR 3.5 V8  | G      |
| Ligier Gitanes              | 26  | Philippe Alliot    | Ligier JS33B       | Ford Cosworth DFR 3.5 V8  | G      |
| Honda Marlboro McLaren      | 27  | Ayrton Senna       | McLaren MP4/5B     | Honda RA100E 3.5 V10      | G      |
| Honda Marlboro McLaren      | 28  | Gerhard Berger     | McLaren MP4/5B     | Honda RA100E 3.5 V10      | G      |
| Espo Larrousse F1           | 29  | Éric Bernard       | Lola LC90          | Lamborghini 3512 3.5 V12  | G      |
| Espo Larrousse F1           | 30  | Aguri Suzuki       | Lola LC90          | Lamborghini 3512 3.5 V12  | G      |
| Subaru Coloni Racing        | 31  | Bertrand Gachot    | Coloni C3B         | Subaru 1235 3.5 V12       | P      |
| EuroBrun Racing             | 33  | Roberto Moreno     | EuroBrun ER189B    | Judd CV 3.5 V8            | P      |
| EuroBrun Racing             | 34  | Claudio Langes     | EuroBrun ER189B    | Judd CV 3.5 V8            | P      |
| Moneytron Onyx Formula One  | 35  | Gregor Foitek      | Onyx ORE-1B        | Ford Cosworth DFR 3.5 V8  | G      |
| Moneytron Onyx Formula One  | 36  | JJ Lehto           | Onyx ORE-1B        | Ford Cosworth DFR 3.5 V8  | G      |
| Life Racing Engines         | 39  | Bruno Giacomelli   | Life L190          | Life F35 3.5 W12          | G      |

## Klassifikationen

### Qualifying
| Pos. | Fahrer             | Konstrukteur      | Vorqualifikation | Vorqualifikation  | 1. Qualifikationstraining | 1. Qualifikationstraining | 2. Qualifikationstraining | 2. Qualifikationstraining | Start |
| Pos. | Fahrer             | Konstrukteur      | Zeit             | Ø-Geschwindigkeit | Zeit                      | Ø-Geschwindigkeit         | Zeit                      | Ø-Geschwindigkeit         | Start |
| ---- | ------------------ | ----------------- | ---------------- | ----------------- | ------------------------- | ------------------------- | ------------------------- | ------------------------- | ----- |
| 01   | Nigel Mansell      | Ferrari           | –                | –                 | 1:04,402                  | 213,142 km/h              | 1:04,871                  | 211,601 km/h              | 01    |
| 02   | Gerhard Berger     | McLaren-Honda     | –                | –                 | 1:05,350                  | 210,050 km/h              | 1:04,512                  | 212,779 km/h              | 02    |
| 03   | Ayrton Senna       | McLaren-Honda     | –                | –                 | 1:04,549                  | 212,657 km/h              | 1:08,886                  | 199,268 km/h              | 03    |
| 04   | Alain Prost        | Ferrari           | –                | –                 | 1:04,792                  | 211,859 km/h              | 1:04,781                  | 211,895 km/h              | 04    |
| 05   | Alessandro Nannini | Benetton-Ford     | –                | –                 | 1:05,670                  | 209,027 km/h              | 1:05,009                  | 211,152 km/h              | 05    |
| 06   | Riccardo Patrese   | Williams-Renault  | –                | –                 | 1:05,059                  | 210,990 km/h              | 1:05,394                  | 209,909 km/h              | 06    |
| 07   | Ivan Capelli       | Leyton House-Judd | –                | –                 | 1:06,384                  | 206,779 km/h              | 1:05,369                  | 209,989 km/h              | 07    |
| 08   | Thierry Boutsen    | Williams-Renault  | –                | –                 | 1:05,446                  | 209,742 km/h              | 1:06,394                  | 206,748 km/h              | 08    |
| 09   | Nelson Piquet      | Benetton-Ford     | –                | –                 | 1:05,640                  | 209,122 km/h              | 1:05,744                  | 208,792 km/h              | 09    |
| 10   | Maurício Gugelmin  | Leyton House-Judd | –                | –                 | 1:05,818                  | 208,557 km/h              | 1:06,446                  | 206,586 km/h              | 10    |
| 11   | Éric Bernard       | Lola-Lamborghini  | 1:05,165         | 210,647 km/h      | 1:05,910                  | 208,266 km/h              | 1:05,852                  | 208,449 km/h              | 11    |
| 12   | Philippe Alliot    | Ligier-Ford       | –                | –                 | 1:05,986                  | 208,026 km/h              | 1:06,866                  | 205,288 km/h              | 12    |
| 13   | Jean Alesi         | Tyrrell-Ford      | –                | –                 | 1:06,084                  | 207,717 km/h              | 1:06,200                  | 207,353 km/h              | 13    |
| 14   | Aguri Suzuki       | Lola-Lamborghini  | 1:06,505         | 206,403 km/h      | 1:06,100                  | 207,667 km/h              | 1:06,158                  | 207,485 km/h              | 14    |
| 15   | Satoru Nakajima    | Tyrrell-Ford      | –                | –                 | 1:06,999                  | 204,881 km/h              | 1:06,563                  | 206,223 km/h              | 15    |
| 16   | Derek Warwick      | Lotus-Lamborghini | –                | –                 | 1:06,624                  | 206,034 km/h              | 1:07,031                  | 204,783 km/h              | 16    |
| 17   | Martin Donnelly    | Lotus-Lamborghini | –                | –                 | 1:06,647                  | 205,963 km/h              | 1:07,248                  | 204,122 km/h              | 17    |
| 18   | Michele Alboreto   | Arrows-Ford       | –                | –                 | 1:06,847                  | 205,347 km/h              | 1:07,239                  | 204,149 km/h              | 18    |
| 19   | Nicola Larini      | Ligier-Ford       | –                | –                 | 1:07,224                  | 204,195 km/h              | 1:06,856                  | 205,319 km/h              | 19    |
| 20   | Stefano Modena     | Brabham-Judd      | –                | –                 | 1:06,937                  | 205,070 km/h              | 1:06,943                  | 205,052 km/h              | 20    |
| 21   | Andrea de Cesaris  | Dallara-Ford      | –                | –                 | 1:09,727                  | 196,865 km/h              | 1:07,137                  | 204,460 km/h              | 21    |
| 22   | Alex Caffi         | Arrows-Ford       | –                | –                 | 1:07,496                  | 203,372 km/h              | 1:07,207                  | 204,247 km/h              | 22    |
| 23   | Pierluigi Martini  | Minardi-Ford      | –                | –                 | 1:07,315                  | 203,919 km/h              | 1:07,333                  | 203,864 km/h              | 23    |
| 24   | Emanuele Pirro     | Dallara-Ford      | –                | –                 | 1:07,687                  | 202,798 km/h              | 1:07,692                  | 202,783 km/h              | 24    |
| 25   | David Brabham      | Brabham-Judd      | –                | –                 | 1:07,733                  | 202,660 km/h              | 1:08,532                  | 200,298 km/h              | 25    |
| 26   | Yannick Dalmas     | AGS-Ford          | 1:08,151         | 201,417 km/h      | 1:08,630                  | 200,012 km/h              | 1:07,926                  | 202,085 km/h              | 26    |
| DNQ  | Paolo Barilla      | Minardi-Ford      | –                | –                 | 1:08,008                  | 201,841 km/h              | 1:08,592                  | 200,122 km/h              | –     |
| DNQ  | Gabriele Tarquini  | AGS-Ford          | 1:07,232         | 204,171 km/h      | 1:09,176                  | 198,433 km/h              | 1:08,147                  | 201,429 km/h              | –     |
| DNQ  | Gregor Foitek      | Onyx-Ford         | –                | –                 | 1:08,794                  | 199,535 km/h              | 1:08,232                  | 201,178 km/h              | –     |
| DNQ  | JJ Lehto           | Onyx-Ford         | –                | –                 | 1:08,954                  | 199,072 km/h              | 1:08,487                  | 200,429 km/h              | –     |
| DNPQ | Olivier Grouillard | Osella-Ford       | 1:08,219         | 201,217 km/h      | –                         | –                         | –                         | –                         | –     |
| DNPQ | Roberto Moreno     | EuroBrun-Judd     | 1:09,885         | 196,420 km/h      | –                         | –                         | –                         | –                         | –     |
| DNPQ | Claudio Langes     | EuroBrun-Judd     | 1:10,368         | 195,072 km/h      | –                         | –                         | –                         | –                         | –     |
| DNPQ | Bertrand Gachot    | Coloni-Subaru     | 14:02,465        | 16,294 km/h       | –                         | –                         | –                         | –                         | –     |
| DNPQ | Bruno Giacomelli   | Life              | –                | –                 | –                         | –                         | –                         | –                         | –     |

### Rennen
| Pos. | Fahrer             | Konstrukteur      | Runden | Stopps | Zeit        | Start | Schnellste Runde |
| ---- | ------------------ | ----------------- | ------ | ------ | ----------- | ----- | ---------------- |
| 01   | Alain Prost        | Ferrari           | 80     | 1      | 1:33:29,606 | 04    | 1:08,212         |
| 02   | Ivan Capelli       | Leyton House-Judd | 80     | 0      | + 8,626     | 07    | 1:08,373         |
| 03   | Ayrton Senna       | McLaren-Honda     | 80     | 1      | + 11,606    | 03    | 1:08,573         |
| 04   | Nelson Piquet      | Benetton-Ford     | 80     | 1      | + 41,207    | 09    | 1:09,135         |
| 05   | Gerhard Berger     | McLaren-Honda     | 80     | 1      | + 42,219    | 02    | 1:09,206         |
| 06   | Riccardo Patrese   | Williams-Renault  | 80     | 1      | + 1:09,351  | 06    | 1:08,922         |
| 07   | Aguri Suzuki       | Lola-Lamborghini  | 79     | 1      | + 1 Runde   | 14    | 1:09,720         |
| 08   | Éric Bernard       | Lola-Lamborghini  | 79     | 1      | + 1 Runde   | 11    | 1:09,895         |
| 09   | Philippe Alliot    | Ligier-Ford       | 79     | 1      | + 1 Runde   | 12    | 1:09,752         |
| 10   | Michele Alboreto   | Arrows-Ford       | 79     | 1      | + 1 Runde   | 18    | 1:09,314         |
| 11   | Derek Warwick      | Lotus-Lamborghini | 79     | 2      | + 1 Runde   | 16    | 1:08,882         |
| 12   | Martin Donnelly    | Lotus-Lamborghini | 79     | 2      | + 1 Runde   | 17    | 1:08,023         |
| 13   | Stefano Modena     | Brabham-Judd      | 78     | 1      | + 2 Runden  | 20    | 1:09,934         |
| 14   | Nicola Larini      | Ligier-Ford       | 78     | 1      | + 2 Runden  | 19    | 1:10,374         |
| 15   | David Brabham      | Brabham-Judd      | 77     | 1      | + 3 Runden  | 25    | 1:11,110         |
| 16   | Alessandro Nannini | Benetton-Ford     | 75     | 1      | DNF         | 05    | 1:08,214         |
| 17   | Yannick Dalmas     | AGS-Ford          | 75     | 2      | + 5 Runden  | 26    | 1:09,877         |
| 18   | Nigel Mansell      | Ferrari           | 72     | 2      | DNF         | 01    | 1:08,012         |
| –    | Satoru Nakajima    | Tyrrell-Ford      | 63     | 2      | DNF         | 15    | 1:08,916         |
| –    | Maurício Gugelmin  | Leyton House-Judd | 58     | 0      | DNF         | 10    | 1:08,983         |
| –    | Pierluigi Martini  | Minardi-Ford      | 40     | 0      | DNF         | 23    | 1:11,406         |
| –    | Jean Alesi         | Tyrrell-Ford      | 23     | 1      | DNF         | 13    | 1:10,265         |
| –    | Alex Caffi         | Arrows-Ford       | 22     | 0      | DNF         | 22    | 1:11,242         |
| –    | Thierry Boutsen    | Williams-Renault  | 8      | 0      | DNF         | 08    | 1:10,837         |
| –    | Emanuele Pirro     | Dallara-Ford      | 7      | 0      | DNF         | 24    | 1:12,275         |
| DSQ  | Andrea de Cesaris  | Dallara-Ford      | 78     | 1      | –           | 21    | 1:09,583         |

## WM-Stände nach dem Rennen
Die ersten sechs des Rennens bekamen 9, 6, 4, 3, 2 bzw. 1 Punkt(e). In der Fahrerwertung wurden die besten elf Resultate, in der Konstrukteurswertung alle Resultate gewertet.

### Fahrerwertung
| Pos. | Fahrer             | Konstrukteur      | Punkte |
| ---- | ------------------ | ----------------- | ------ |
| 01   | Ayrton Senna       | McLaren-Honda     | 35     |
| 02   | Alain Prost        | Ferrari           | 32     |
| 03   | Gerhard Berger     | McLaren-Honda     | 25     |
| 04   | Nelson Piquet      | Benetton-Ford     | 16     |
| 05   | Jean Alesi         | Tyrrell-Ford      | 13     |
| 06   | Nigel Mansell      | Ferrari           | 13     |
| 07   | Thierry Boutsen    | Williams-Renault  | 11     |
| 08   | Riccardo Patrese   | Williams-Renault  | 10     |
| 09   | Alessandro Nannini | Benetton-Ford     | 7      |
| 10   | Ivan Capelli       | Leyton House-Judd | 6      |
| 11   | Alex Caffi         | Arrows-Ford       | 2      |
| 12   | Stefano Modena     | Brabham-Judd      | 2      |
| 13   | Derek Warwick      | Lotus-Lamborghini | 1      |
| 14   | Satoru Nakajima    | Tyrrell-Ford      | 1      |
| 15   | Éric Bernard       | Lola-Lamborghini  | 1      |
| 16   | Pierluigi Martini  | Minardi-Ford      | 0      |
| 17   | Aguri Suzuki       | Lola-Lamborghini  | 0      |

| Pos. | Fahrer             | Konstrukteur             | Punkte |
| ---- | ------------------ | ------------------------ | ------ |
| 18   | Gregor Foitek      | Onyx-Ford / Brabham-Judd | 0      |
| 19   | Martin Donnelly    | Lotus-Lamborghini        | 0      |
| 20   | Philippe Alliot    | Ligier-Ford              | 0      |
| 21   | Nicola Larini      | Ligier-Ford              | 0      |
| 22   | Michele Alboreto   | Arrows-Ford              | 0      |
| 23   | Paolo Barilla      | Minardi-Ford             | 0      |
| 24   | JJ Lehto           | Onyx-Ford                | 0      |
| 25   | Bernd Schneider    | Arrows-Ford              | 0      |
| 26   | Andrea de Cesaris  | Dallara-Ford             | 0      |
| 27   | Roberto Moreno     | EuroBrun-Judd            | 0      |
| 28   | Olivier Grouillard | Osella-Ford              | 0      |
| 29   | Maurício Gugelmin  | Leyton House-Judd        | 0      |
| 30   | Gianni Morbidelli  | Dallara-Ford             | 0      |
| 31   | David Brabham      | Brabham-Judd             | 0      |
| 32   | Yannick Dalmas     | AGS-Ford                 | 0      |
| –    | Emanuele Pirro     | Dallara-Ford             | 0      |

### Konstrukteurswertung
| Pos. | Konstrukteur      | Punkte |
| ---- | ----------------- | ------ |
| 01   | McLaren-Honda     | 60     |
| 02   | Ferrari           | 45     |
| 03   | Benetton-Ford     | 23     |
| 04   | Williams-Renault  | 21     |
| 05   | Tyrrell-Ford      | 14     |
| 06   | Leyton House-Judd | 6      |
| 07   | Arrows-Ford       | 2      |
| 08   | Brabham-Judd      | 2      |
| 09   | Lola-Lamborghini  | 1      |

| Pos. | Konstrukteur      | Punkte |
| ---- | ----------------- | ------ |
| 10   | Lotus-Lamborghini | 1      |
| 11   | Minardi-Ford      | 0      |
| 12   | Onyx-Ford         | 0      |
| 13   | Ligier-Ford       | 0      |
| 14   | EuroBrun-Judd     | 0      |
| 15   | Osella-Ford       | 0      |
| 16   | Dallara-Ford      | 0      |
| –    | AGS-Ford          | 0      |